# Kazimierz Araszewicz
Kazimierz Araszewicz (ur. 26 listopada 1955 w Rogowie, zm. 25 lipca 1976 w Częstochowie) – polski żużlowiec.

## Kariera sportowa
Karierę rozpoczął w 1974 r. w barwach Stali Toruń. Reprezentując barwy tego klubu był ofiarą wypadku na torze Włókniarza Częstochowa, podczas meczu ligowego. Według relacji świadka, Araszewicz przewrócił się podczas wyścigu, po czym najechał na niego kolejny zawodnik. Zmarł w szpitalu.
W dwa lata po śmierci żużlowca zorganizowano pierwszy Memoriał im. Kazimierza Araszewicza, który rozgrywany był w latach 1978–1983 oraz 1996–2006.